# Lincoln MKT
Lincoln MKT — полноразмерный люксовый кроссовер, производимый подразделением люксовых автомобилей Lincoln. Впервые представлен на Североамериканском международном автосалоне в 2008 году как концепт-кар. В 2011 году на Автосалоне в Лос-Анджелесе был показан с измененным интерьером и экстерьером, рестайлинговую версию начнут производить в 2013 году. В модельном ряду находится ниже Lincoln Navigator. Производство модели завершилось в октябре 2019 года.
Большой семиместный кроссовер Lincoln MKT предлагался как с передним, так и с полным приводом. Автомобиль оснащался бензиновыми моторами: атмосферным V6 объёмом 3.7 литра (303 л. с.) или турбированным V6 объёмом  3.5 литра (365 л. с.) EcoBoost. Коробка передач — шестиступенчатый «автомат».

## Продажи в США
| Календарный год | Общие продажи |
| --------------- | ------------- |
| 2009            | 2,580         |
| 2010            | 7,435         |
| 2011            | 5,024         |

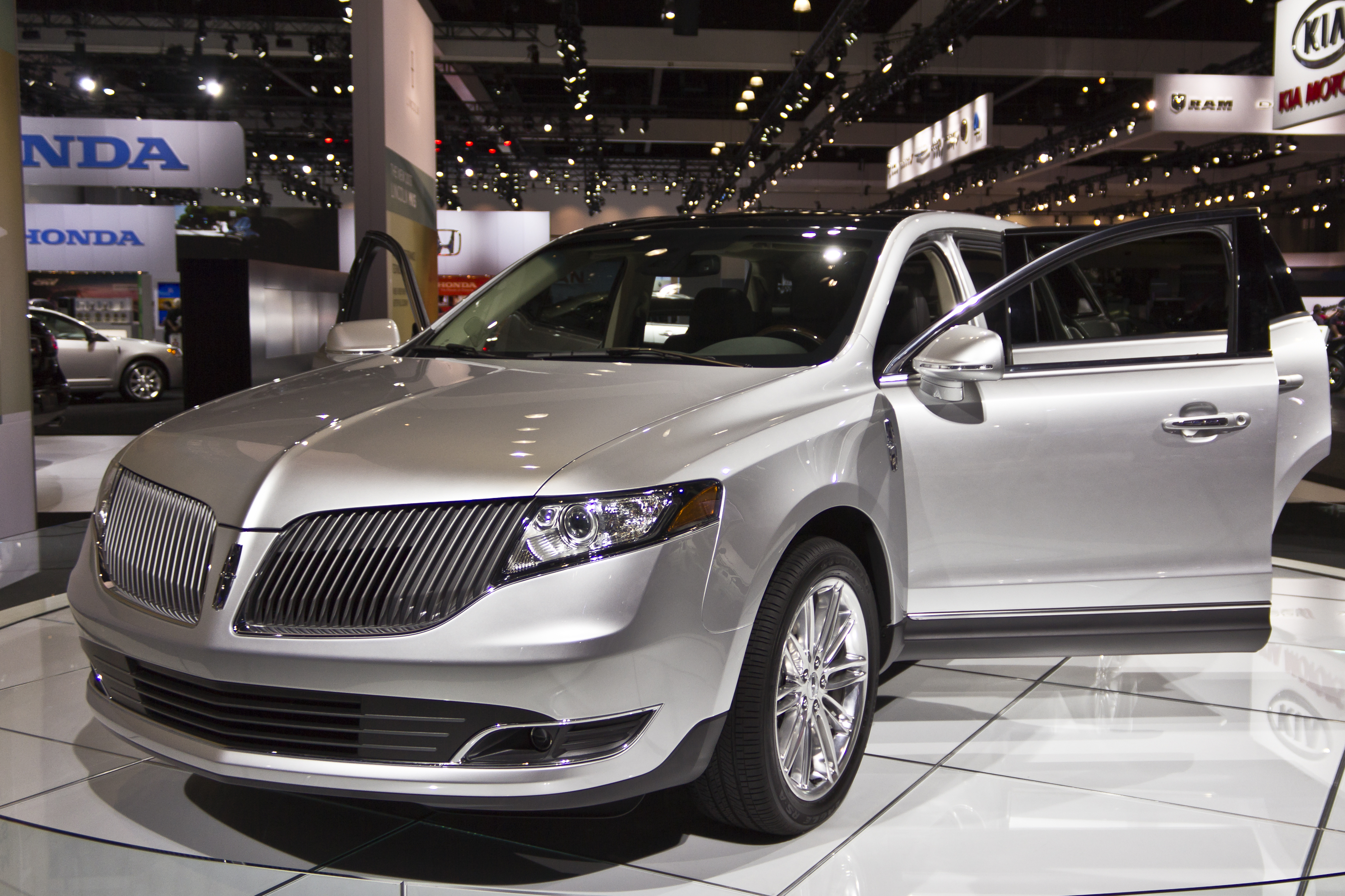
Рестайлинг
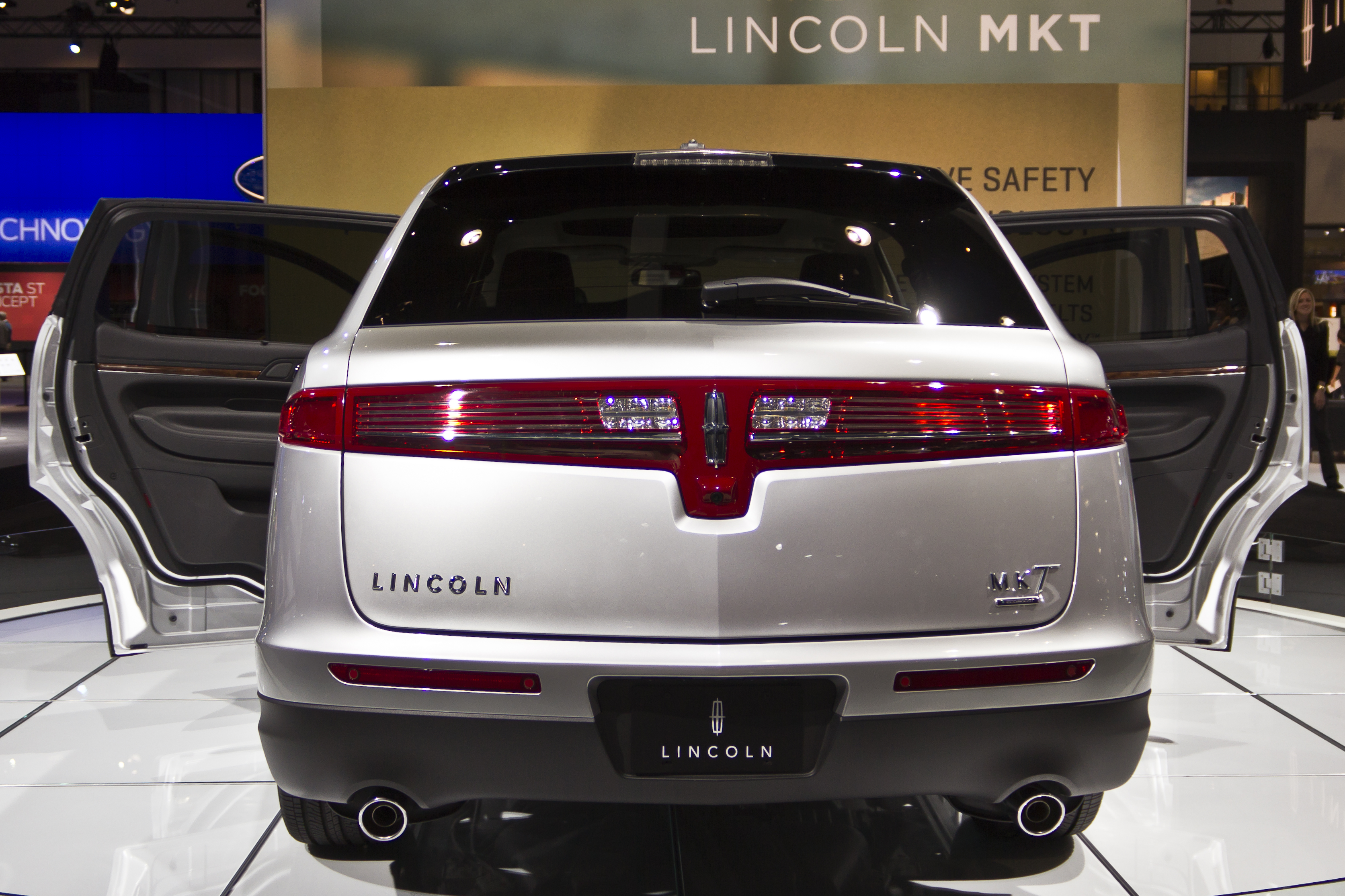
Рестайлинг (вид сзади)